# Northwestern
Northwestern — рыболовное судно, которое с 2005 года принимает участие в реалити-шоу Смертельный улов канала Discovery. Владельцами и управляющими судна являются члены семьи Хансенов (Hansen family). Капитан судна на текущий момент — Сиг Хансен (Sigurd Jonny Hansen), а его братья, Эдгар (Edgar) и Норманн (Norman) работают на борту.

## История судна
Рыболовное судно было построено в 1977 году в Сиэтле и предназначалось для ловли краба. Оно было названо Northwestern матерью нынешнего капитана и супругой его отца Сверре Хансена Шефрид Хансен. В 1980-е годы Northwestern занимался преимущественно ловом краба у берегов Аляски.
Изначально судно имело длину 33м (108 футов), однако желая увеличить вместимость для размещения большего числа крабовых ловушек оно дважды подвергалось модернизации — в 1987 и 1991 годах; при этом его длина увеличилась до 38м (125 футов), а число перевозимых крабовых ловушек со 156 до 250, однако, обычно берут на борт не более 195.
Сыновья Сверре Хансена работали на судне с детства, а старший из них, Сиг Хансен, стал капитаном в 1990 году. Многие годы судно было рекордсменом по вылову и по безопасности среди других краболовных команд. За 20 лет на судне Сига Хансена не случилось не одного случая со смертельным исходом, а несчастных случаях было меньше чем на прочих судах, ведших промысел в Беринговом море.

## Сегодняшний день
В настоящее время Northwestern, в основном, как и ранее, ведет промысел краба в Беринговом море, однако так же принимает участие в ловле трески. В летний период судно работает перевозчиком рыбы с морских траулеров на берег. В 2005 и 2006 годах Northwestern выигрывал неофициальные соревнования в ловле королевского краба и снежного краба соответственно. Судно стало чрезвычайно популярно и узнаваемо после начала участия в программе канала Discovery «Смертельный улов».

## Разное
Братья Хансен (владельцы судна), после успеха на телевидении, в 2007 ввели торговую марку «Русский королевский краб», что вызвало определенные разногласия в среде рыболовного сообщества на Аляске. В пресс-релизе они высказали мнение, что это в целом даст возможность продвинуть продажу краба на американском рынке, в то время как 50-70 % экспортируется в Японию.
Судно также появляется в мультипликационном фильме студии Pixar "Тачки 2", под именем Крэбби. Озвучивает персонажа непосредственно капитан корабля Сиг Хансен.